# Union générale des ingénieurs, cadres et techniciens CGT
 (février 2023).
L’Union générale des ingénieurs, cadres et techniciens (UGICT-CGT) est une organisation confédérale de la Confédération générale du travail qui rassemble les Cadres, ingénieurs et techniciens adhérents à la CGT, organisés dans les Unions fédérales des ingénieurs, cadres et techniciens (UFICT) de leur fédération professionnelle. Elle est affiliée au réseau Eurocadres au niveau européen et est membre cofondateur de la Maison des lanceurs d'alerte,,.

## CGT, ingénieurs et cadres avant l'UGICT
La syndicalisation des ingénieurs et cadres au sein de la Centrale éminemment ouvrière qu'a été la CGT remonte aux lendemains de la Libération. Dans le cadre de la "Bataille de la production", lancée par les organisations ouvrières politiques et syndicales dès la fin de l'année 1944, il était apparu nécessaire d'associer l'ensemble du salariat à cette entreprise visant à reconstruire les infrastructures industrielles et de transport. Lors de son discours prononcé à Waziers, le 21 juillet 1945, Maurice Thorez a la dent dure contre les porions désorganisateurs de la production, mais à l'encontre d'un ouvriérisme sommaire il dit la nécessité pour les "Comités de puits" (puisqu'il s'adresse aux mineurs) d'associer les "ingénieurs et les agents de maîtrise" à des conférences devant l'assemblée des mineurs, avant les prises de décision. Et il poursuit :

« Je pense qu'en définitive la décision reste à l'ingénieur et qu'une décision doit être appliquée sur l'ordre de l'ingénieur, autrement il n'y a pas d'autorité possible, d'exploitation possible. »

Mais Maurice Thorez n'inventait rien. Dans son rapport introductif au Comité confédéral de la CGT, tenu le 27 mars 1945, Benoît Frachon terminait celui-ci en consacrant une place particulière aux ingénieurs cadres et techniciens dans la CGT. Il énumère les structures mises en place dans chaque fédération et rappelle la Constitution d'un "Cartel confédéral des ingénieurs et techniciens", dont l'un des membres, Pierre Le Brun, ingénieur, est proposé pour siéger au Bureau confédéral :

« Cette catégorie de travailleurs, trop longtemps séparée artificiellement des ouvriers manuels se rend compte que son intérêt et celui de la nation lui commande d'être avec les ouvriers. (...)La CGT a pris toutes les mesures nécessaires en vue d'assurer, dans les fédérations, le libre essor des syndicats d'ingénieurs et de cadres. »

### Cartel confédéral des cadres
De fait la création d'un Cartel confédéral des cadres, au sein de la CGT  est une décision du Bureau de la CGT prise en décembre 1944. L'annonce en est faite le 29 décembre 1944 :

« Le bureau de la CGT après avoir consulté les fédérations d'industrie a décidé de créer un cartel confédéral des cadres. Les agents de maîtrise, techniciens, ingénieurs, chefs de service et directeurs  seront désormais affiliés à leur fédération. À l'intérieur de celles-ci, ils seront groupés en sections ou syndicats spéciaux et en une section fédérale des cadres. Ces sections fédérales des diverses industries seront réunies en un cartel confédéral des cadres  qui s'occupera de défendre les intérêts généraux des techniciens et personnels de direction.Ces mesures renforceront encore le puissant courant d'adhésion qui les portent vers la CGT. »

Le secrétaire général de ce cartel confédéral des cadres est un ingénieur chimiste : Roger Pascré.
Les choses se mirent en place...fort lentement pourtant et la structure mise en place ressortait sans doute peu lisiblement sur le terrain. Trois ans et demi après, malgré la scission syndicale de Force ouvrière, ce "Cartel confédéral des ingénieurs et cadres" se mue en une Union générale des ingénieurs et cadres, dont le Congrès fondateur se tient les 24-25 avril 1948 Un 2e Congrès a lieu les 9-10 décembre 1950, puis l'organisation périclite. Mais dans certains secteurs, le syndicalisme CGT des cadres demeure vivace, notamment dans les entreprises nationalisées, tel EDF-GDF, où Pierre Le Brun fut administrateur de 1946 à 1950, date où il fut révoqué par le gouvernement, et dans quelques branches de la Fonction publique (Finances).

## Refondation de l'UGIC-CGT 1963-1965
L'évolution du salariat, l'accroissement des tâches de conception et de management, les débuts de la révolution cybernétique, poussent la CGT à remettre sur le feu une organisation des ingénieurs et cadres qui allie la spécificité de travail et de revendications propres à ces catégories avec celles de l'ensemble du salariat ouvrier et employé.
- 11 mars 1963, renaissance-création de l'UGIC lors d'une Conférence nationale des ingénieurs cadres et techniciens, tenue juste avant le 34e Congrès de la CGT. Le secrétaire général de cette organisation est un ingénieur d'EDF, René Le Guen[10].
- 15-16 mai 1965 : 1er Congrès, à Ivry-sur-Seine, dans la salle même où s'ouvre le 16 mai après-midi, le 35e Congrès de la CGT. 12 % des délégués ont moins de 30 ans ; 41,5 % ont entre 30 et 40 ans[11]. Officiers de la Marine marchande, cadres des entreprises Berliet, Bull, Air France, Sud-Aviation, de la Sécurité sociale, d'EDF, de GDF, de la Défense nationale, les interventions soulignent l'ampleur des problèmes de la catégorie, le poids idéologique et structurel qui en restreint la liberté d'expression et l'aspiration à la démocratisation de la gestion. La parution d'un mensuel diffusé à partir d'octobre 1965 est programmée. Ce sera la revue Options[12].
- Le Congrès élit une direction où la présence d'un membre du Bureau confédéral souligne l'importance de la nouvelle structure :
  - Président : André Berteloot, secrétaire de la CGT
  - Secrétaire général : René Le Guen
  - Secrétaires : René Lefort, André Jaéglé, Marc Descostes, Pierre-Louis Marger, Maurice Ophol.

## Liste des congrès nationaux de l'UGICT
- 1er congrès : 15 - 16 mai 1965, (voir ci-dessus) Paris
- 2e congrès : 15 - 16 avril 1967, Paris
  - 450 délégués, dont 102 ingénieurs, 98 cadres de direction, etc.

- 3e congrès : 31 mai-1er juin 1969, Montrouge (Hauts-de-Seine).
  - L'UGIC devient l'Union des ingénieurs, cadres et techniciens, UGICT. 420 délégués, dont 37 % de techniciens (32 % en 1967)[13] L'organisation revendique 40 000 adhérents, mais constate que la CGT syndique 100 000 ingénieurs, cadres et techniciens[14]. La majorité d'entre eux est donc hors de l'organisation spécifique créée par ...la Cgt elle-même. Un nouveau président de l'UGICT est élu, Jean-Louis Moynot, le secrétariat national compte une femme (sur 10 membres).

- 4e congrès : 20-21-22 mai 1971, Palais de congrès, Versailles (Yvelines)  : 671 délégués.

- 5e congrès : 1-2-3 février 1974, Versailles, (Yvelines). 
  - La CGT compterait 230 000 syndiqués cadres, techniciens et agents de maîtrise[15].

- 6e congrès : 18 au 20 juin 1976, Nanterre (Hauts-de-Seine)

- 7e congrès : 21 au 24 juin 1979, Lyon (Rhône). 
  - 857 délégués représentent 95 921 syndiqués[16]. La moyenne d'âge du congrès est de 38 ans, les femmes sont 12,3 % de ces délégués. Les délégués se répartissent de la façon suivante : 
    - ingénieurs et cadres, 251 soit 36,3 % (52 femmes parmi eux)
    - agents de maîtrise, 135 délégués soit 19,5 % (12 femmes)
    - techniciens, 247 délégués soit 35,7 % (45 femmes)

  - le Bureau national élu compte 17 membres dont 6 sont au secrétariat. René Le Guen est réélu secrétaire général, Alain Obadia est élu secrétaire général adjoint.

- 8e congrès : 22 au 25 avril 1982, Nanterre (Hauts-de-Seine). 
  - L'UGICT annonce 320 000 adhérents. Le congrès témoigne-t-il de l'implantation de l'organisation ? 11,2 % des délégués sont ingénieurs, 32,4 % sont des cadres, 35,6 % sont des techniciens, 19, 1 % sont agents de maîtrise[17]
  - Alain Obadia, cadre à la RATP succède à René Le Guen au secrétariat général de l'Ugict.

- 9e congrès : 30 mai - 2 juin 1985, Toulouse (Haute-Garonne) (Université P. Sabatier)
  - 678 délégués sont réunis. La moyenne d'âge est de 39 ans.
  - 107 femmes sont déléguées, soit 15,9 %.(taux de 13 % en 1982)
  - Sur l'ensemble des délégués les ingénieurs sont 11,5 %, Les cadres supérieurs sont 3,3 %, les cadres administratifs sont 17,5 %, Les techniciens sont 35,6 %, les agents de maîtrise sont 21,1 %[18].
  - Par secteurs d'activité, ils sont 20,4 % issus du secteur privé, 33,4 % sont issus du secteur public, et 42,5 % travaillent dans le secteur nationalisé (de 1985).
  - Ainsi 123 délégués proviennent de l'activité "Énergie", 108 de la "Métallurgie, 41 de la "Chimie", 51 des "Chemins de fer", 30 des PTT, etc.
  - Géographiquement, 259 délégués travaillent en Région parisienne, 61 de Midi-Pyrénées (où se déroule le congrès), 58 de Rhône-Alpes, 46 de Provence-Côte d'Azur.

- 10e congrès : 7 au 11 décembre 1988, Arles (Bouches-du-Rhône).
  - 684 délégués assistent au congrès[19], dont 581 représentent directement les syndicats ou sections. 70 départements sont représentés. Parmi ces délégués, 38 % sont ingénieurs ou cadres, 39 % sont des techniciens, 16 % sont agents de maîtrise. 7 % sont "divers" : médecins, Vrp, enseignants ou chercheurs.
  - 20 % des congressistes sont des femmes (+ 5 % par rapport au précédent congrès).
  - l'âge moyen du congrès est 41 ans.
  - Les délégués portent les voix de 57 803 syndiqués « UGICT ». De nouveaux statuts sont adoptés. 53 999 (sic) voix votent ce changement, 3 804 voix s'abstiennent.
  - Le décompte des effectifs syndiqués, alors que l'organisation célèbre son 25e anniversaire fait apparaître les deux chiffrages des adhérents. Le rapport du secrétaire général annonce,  pour l'exercice 1987, 128 000 adhérents[20]...En fait, moins de la moitié des ICT (Ingénieurs, cadres et techniciens) ayant une carte « CGT » est organisée dans l'UGICT. Comme lors des précédents congrès.

- 11e congrès : 17-21 juin 1992, Nanterre (Hauts-de-Seine). 
  - Le congrès entérine le départ d'Alain Obadia, et procède à l'élection de Maïté Demons au secrétariat général de l'Ugict. La presse[21] pointe les controverses internes (l'ancien dirigeant de l'UGICT, René Le Guen, s'affirme publiquement critique envers une organisation qui perdrait son "caractère de classe" (sic)).
  - Il ne semble pas que l'accession d'une femme à la direction de l'organisation soit commentée en tant que telle, c'est-à-dire comme la féminisation de la direction. Or, malgré ses retards, l'UGICT-CGT est alors la seule organisation confédérale  de l'encadrement à élire une femme à sa direction.

- 12e congrès : 21-24 mars 1996, Nantes (Loire-Atlantique).
  - Selon un dossier de presse[22] l'UGICT CGT compte en 1994, 57 684 adhérents, dont 22 339 sont dans la Fonction publique. L'UGICT est présente dans 3 029 entreprises et établissements.
  - L'orientation de l'organisation est approuvée par 95,34 % des congressistes (1,1 % contre, et 3,56 % d'abstentions). Gérard Delahaye, qui a succédé à Maïté Demons est confirmé secrétaire général de l'UGICT.

- 13e congrès : 31 janvier - 3 février 2000, Pantin, (Seine-Saint-Denis).

- 14e congrès : 15 - 18 mars 2004, Clermont-Ferrand (Puy-de-Dôme).
  - 445 délégués représentant 53 000 adhérents sont réunis[23]

- 15e congrès : 27-30 mars 2007, Marseille (Bouches-du-Rhône)[24]
  - Les adhérents sont (fin 2005, année comptable prise en compte) au nombre de 67 250. Selon cette source, ils étaient 63 200 en 2001 , 62 000 en 2003 , 64 850 en 2004.
  - 458 délégués prennent part au congrès (ils étaient 445 au congrès de 2004), dont 362 ont voix délibératives, représentant 66 000 syndiqués.
  - Les femmes sont 147, en progression de 40 sur le précédent congrès. Cette féminisation se retrouve à la Commission exécutive élue : 27 femmes sur un total de 62 membres.

- 16e congrès : du 29 mars au 1er avril 2011, à Vichy (Allier). 
  - 402 délégués représentants 65 161 voix (pour un nombre de syndiqués annoncés à 72 800[25]
  - Sur les 343 délégués présents le premier jour, 102 sont des femmes, soit 30 % des congressistes.

- 17e congrès : du 20 au 23 mai 2014, à Dijon (Côte-d'Or)
  - "La CGT pèse 21 % aux dernières élections de représentativité dans les deuxièmes et troisièmes collèges du privé" (intervention introductive de la secrétaire générale Marie-José Kotlicki). Un sondage commandité par l'UGICT constate : 52 % des cadres (contre 41 % en 2012) jugent que le management se détériore; 75 % des cadres ne se sentent pas associé(e)s aux choix stratégiques de leur entreprise (82 % dans le secteur public; 75 % des cadres signalent un débordement de la vie professionnelle sur la vie privée quels que soient la taille de l'entreprise et le secteur d'activité professionnel en raison des nouvelles technologies.
  - L'UGICT fait état de sa situation : 82 658 syndiqués en 2012, 80 658 en 2011, 69 347 en 2007.
  - 372 délégué(e)s participent au congrès. Thierry Lepaon constate que si les ingénieurs, cadres, agents de maîtrise et techniciens composent 47 % du salariat, ils ne sont que 22 % des adhérents de la Cgt[26]
  - Les rapports d'activités et d'orientation sont approuvés par 97 à 99 % des délégué(e)s.

- 18e congrès : du 20 au 23 mars 2018, à Perpignan (Pyrénées-Orientales)
  - L'UGICT fait état de 80 237 syndiqués en 2016 , soit une perte de 1 271 adhérents depuis 2014[27]
  - 13 % de ses syndiqués ont moins de 35 ans. L'âge moyen de ces adhérents est de 47 ans. 34 % sont des femmes. 32 % sont des cadres et ingénieurs, 68 % des techniciens et agents de maîtrise.
  - Le congrès élit un binôme féminin à la direction de l'UGICT, deux secrétaires générales : Marie-José Kotlicki et Sophie Binet[28].

- 19e congrès : du 23 au 26 novembre 2021, à Rennes (Ille-et-Vilaine)
  - Le congrès réunit 298 délégués, dont 35 % des femmes. Il y est fait état de 78 386 adhérents en 2019. Les différents rapports et le document d'orientation sont approuvés par  plus de 90 % des votes exprimés[29].
  - Le congrès élit la direction de l'UGICT, dont le secrétariat est assumé par quatre femmes et deux hommes. La secrétaire générale en est Sophie Binet[30]. À la suite de l'élection de Sophie Binet comme secrétaire générale de la CGT, le Conseil National de l'Ugict a élu Caroline Blanchot à la direction de l'Ugict en juin 2023.

## Direction
La direction de l'UGICT CGT réside en un Bureau national de 20 membres environ, au sein duquel sont élus le secrétaire général et les secrétaires. La Présidence de l'Ugict a été supprimée au cours des années 1970. Élu au Bureau confédéral de la CGT en 1982, Alain Obadia garde la Direction de l'Ugict jusqu'en 1992. Il est remplacé dans cette dernière fonction par Maïté Demons, secrétaire de l'Ugict depuis 1988. Elle aussi accède au Bureau confédéral de la CGT. Première femme  à diriger l'UGICT , elle meurt en 1993. Elle est remplacée par Gérard Delahaye, qui est élu au Bureau confédéral de la CGT en 1995. Depuis le 48e Congrès de la CGT, la "double casquette" semble abandonnée. 
Il est à noter qu'au cours de son histoire la CGT a fait appel pour sa direction, à des hommes et des femmes dont l'activité professionnelle relevait ou relève de l'encadrement, mais que l'activité syndicale amenait à diriger des syndicats et fédérations sans distinction de statut professionnel. Ce fut le cas de René Belin, Lucien Jayat, Pierre Le Brun, Alain Le Léap,  Henri Raynaud, René Duhamel, André Berteloot, René Buhl, Gérard Alezard, Gérard Gaumé, Lydia Brovelli, Maryse Dumas, Jean-Christophe Le Duigou (liste non exhaustive).
- 1969
  - Président : Jean-Louis Moynot, 32 ans, ingénieur (Fédération des Métaux), membre du Bureau confédéral de la CGT, membre du Conseil économique et social
  - Secrétaire général : René Le Guen, 47 ans, ingénieur à Gaz de France (GNC), administrateur de Gaz de France (nommé en 1946)
  - Secrétaires (9) : 
    - Suzanne Cartier, syndicat du Crédit
    - Marc Descostes, ingénieur, GNC (fédération de l'Énergie)
    - Gérard Desseigne, SNCIM (Fédération des métaux)
    - Jean Grosvalet, SNCIM (Fédération des Métaux)
    - André Jaéglé, ingénieur IGN (Équipement) rédacteur en chef de Options, organe mensuel de l'UGICT
    - René Lefort, RATP (Fédération des Transports)
    - Pierre-Louis Marger, ingénieur, SNCIM (Fédération des Métaux), membre du Conseil économique et social
    - Maurice Ophol, Sécurité sociale
    - Henri Sauvinet, ingénieur (Fédération de la Chimie)
- 1971
  - Président : Jean-Louis Moynot
  - Secrétaire général : René Le Guen
  - Secrétaires (5)
    - Suzanne Cartier
    - André Jaéglé
    - Pierre-Louis Marger
    - Maurice Ophol
    - G. Page
- 1979
  - Secrétaire général : René Le Guen, membre du Conseil économique et social
  - Secrétaire général adjoint : Alain Obadia, cadre (Transports-RATP)
  - Secrétaires (4)
    - André Jaéglé, ingénieur (Fédération de l'Équipement)
    - Guy Juquel, technicien (Fédération des travailleurs de l'État)
    - Henri Sauvinet, ingénieur (fédération de la Chimie)
    - Marie-Thérèse Valadas, technicienne (FEEN-CGT: Syndicat national des travailleurs de la Recherche scientifique)
- 1982
  - Secrétaire général : Alain Obadia, 32 ans diplômé en sciences politiques, cadre à la RATP. Élu membre du Bureau confédéral de la CGT en 1982.
  - Secrétaires (6)
    - Jacques Brocard, technicien (fédération des métaux)
    - Jocelyne Guiheu-Fessart, assistante sociale
    - Guy Juquel, technicien
    - Pierre-Louis Marger, ingénieur (métallurgie)
    - Henri Sauvinet, ingénieur
    - Maurice Wulfman, cadre supérieur à EDF

- 1985
  - Secrétaire général : Alain Obadia
  - Secrétaires (6)
    - Maïté Demons, cadre à la Sécurité sociale
    - Jacqueline Bonnefoy, cadre A aux PTT
    - Guy Juquel
    - Henri Sauvinet
    - Maurice Wulfman

- 1988
  - Secrétaire général : Alain Obadia
  - secrétaires (6)
    - Maïté Demons, cadre à la Sécurité sociale.
    - Pascal Janots, ingénieur, SNTRS
    - Jean-Pierre Linocier, directeur de Maison des  jeunes
    - Guy Juquel,
    - Henru Sauvinet,
    - Guy Scat, technicien agricole.

- 1992
  - Secrétaire générale : Maïté Demons, 46 ans, cadre supérieure à la Sécurité sociale, membre la CE de la CGT depuis 1982, secrétaire de l'UGICT depuis 1985. Élue membre du Bureau confédéral de la CGT en 1992.

- 1993
  - Secrétaire général : Gérard Delahaye, technicien de banque, élu à la CE de la CGT en 1992. Âgé de 43 ans, il succède à Maïté Demons décédée en avril 1993.

- 1996
  - Secrétaire général : Gérard Delahaye, membre du Bureau confédéral de la CGT depuis 1995.
  - Secrétaires (7): 
    - Jean Claude Gagna
    - Guy Juquel
    - Philippe Masson
    - Valérie Estournes
    - Michèle Baracat
    - Michel Doneddu
    - Jean-François Bolzinger

- 2001
  - Deux secrétaires généraux succèdent à Gérard Dalahaye qui reprend une activité professionnelle[32]
    - Jean-François Bolzinger, 48 ans, ingénieur informatique (entreprise Bull, Yvelines) (fédération de la Métallurgie)
    - Marie-José Kotlicki, 43 ans, cadre des finances (Bouches-du-Rhône)

- 2007
  - Secrétaire générale : Marie-José Kotlicki, cadre, membre du Conseil économique, social et environnemental (fédération des Finances)
  - Secrétaire général adjoint : Jean-François Bolzinger
  - Secrétaire-trésorier : Denis Le Meur
  - Secrétariat[33] : Gilles Benateau, Sylviane Lejeune.
  - Bureau : 11 membres, dont 6 femmes. Il est à noter que la direction de l'UGICT respecte une stricte parité hommes-femmes.

- 2011
  - Le Congrès élit la même direction, selon le compte-rendu du Congrès[34].
  - Secrétaire générale : Marie-José Kotlicki, membre du CESE (Conseil économique, social et environnemental). 51 ans, cadre aux Impôts, syndicat SNADGI (fédération des Finances). Membre de la CE (commission exécutive) de la CGT
  - Secrétaire général-adjoint : Jean-François Bolzinger. Cadre dans l'entreprise Bull, il y a été membre (élu) du Conseil d'Administration. 57 ans, issu de la Fédération de la métallurgie, il a été membre de la CE de la CGT de 1995 à 2009[35].
  - Secrétariat (5 membres)
  - Gilles Benateau, technicien dans l'Énergie, 51 ans.
  - Denis Le Meur, cadre de la Fonction publique, 50 ans.
  - Sylviane Lejeune, cadre de la Fonction publique, 51 ans.
  - Jean-Luc Molins, cadre à France-télécom, 48 ans, membre de la direction des cadres CGT de la fédération des activités postales et de télécommunication.
  - le Bureau national comprend huit membres, dont cinq femmes.

- 2014
  - Deux femmes dirigent l'UGICT  : Marie-José Kotlicki (fédération des Finances) est réélue secrétaire générale. Sophie Binet (fédération de l'Enseignement et de la recherche, FERC) est secrétaire générale-adjointe. Âgée de 32 ans, elle est aussi membre du Bureau confédéral de la Cgt de 2013 à 2015.
  - 4 autres membres complètent le secrétariat : Gilles Benateau (fédération Mines-énergie), Vincent Gautheron (fédération des Transports), Sylviane Lejeune (fédération Enseignement-recherche), Jean-Luc Molins (fédération des Activités postales et de télécommunications)[36]
  - le Bureau national élu compte 16 membres avec parité complète femmes/hommes. La plupart des organisations "cadres" des fédérations de la Cgt sont représentées : Énergie, Cheminots, Organismes sociaux, Santé-action sociale, Chimie, Livre-Communications, Transports, Banques-Assurances, Services publics, Métallurgie, Poste et Activités de Télécommunications, Équipement, Finances, Enseignement et Recherche.
  - la Commission exécutive compte 68 membres avec parité complète et forte représentation de la "province" (30 provinciaux pour 38 Île-de-France). Les organisations UGICT suivantes, non présentes au Bureau sont représentées : Verre-Céramique, Sociétés d'études, Textile, Professionnels de la vente, Commerce, Fonctionnaires, Travailleurs de l'État.

## Poids de l'UGICT CGT

### Résultats des élections prud'homales, collège encadrement
- 1979 : 16,8 %

- 1982 : 12,9 %
- 1987 : 14,6 %
- 1992 : 13,9 %
- 1997 : 16,2 %
- 2002 : 15,8 %
- 2008 : 16,9 %

### Représentativité aux élections professionnelles
Pour la période comprise entre le 1er janvier 2009 et le 31 décembre 2012, les résultats des élections professionnelles permettent d'établir la représentativité "officielle" des organisations syndicales "ingénieurs-cadres-maîtrise-techniciens" concernent 4 886 470 inscrits (2e et 3e collèges), soit 38,2 % du total des inscrits relevant de ces catégories. La CGT se positionne en seconde position :

- CFDT : 26,84 % ; CGT : 20,98 %; CGC : 18,14 %; FO : 13,83 %; CFTC : 9,42 %.

### Organisations de cadre dans l'UGICT-CGT
La plupart des fédérations CGT ont une organisation spécifique UGICT concernant les ingénieurs, cadres et techniciens. Lors du congrès de 2014, 23 fédérations couvrant 25 branches professionnelles étaient représentées.